# گرشلووه میتو
گرشلووه میتو (به چکی: Grešlové Mýto) یک منطقهٔ مسکونی در جمهوری چک است که در ناحیه زنویمو واقع شده‌است. گرشلووه میتو ۲٫۱۶ کیلومتر مربع مساحت و ۱۹۹ نفر جمعیت دارد و ۳۸۴ متر بالاتر از سطح دریا واقع شده‌است.